# José María Cavero
José María Cavero fue un político peruano. 
En 1860 fue elegido miembro del Congreso Constituyente de 1860 por la provincia de Angaraes del Departamento de Huancavelica. Ese congreso expidió la Constitución de 1860 que es el texto constitucional que tuvo un mayor tiempo de vigencia en la historia del país. Luego fue elegido senador para el Congreso Ordinario de 1860 que estuvo en mandato hasta 1863. Fue reelegido como diputado por Huancavelica por la provincia de Huancavelica entre 1868 hasta 1876.